# Luisa Cuesta
Pour les articles homonymes, voir Cuesta (homonymie).
 (avril 2020).
Maria Luisa Cuesta Vila, née le 26 mai 1920 à Soriano et morte le 21 novembre 2018 à Montevideo, est une militante uruguayenne des droits de l'homme. Elle s'est consacrée à la recherche de détenus disparus pendant la dictature militaire uruguayenne. Son fils Nebio Melo Cuesta disparu au cours de cette période et est toujours porté disparu en 2020.

## Biographie
Elle est née dans le Soriano, où elle a travaillé dans un atelier de peinture jusqu'en juin 1973. Le 28 juin 1973 jusqu'au 31 janvier 1974, elle a été emprisonnée dans le bataillon d'infanterie no 5. Son fils, Nebio Melo Cuesta, s'est exilé en Argentine avec sa femme et sa fille. En 1976, Nebio a été arrêté à Buenos Aires et a ensuite disparu,. C'était à l'époque de la dictature uruguayenne de 1973-1985.
Cuesta a émigré aux Pays-Bas avec le reste de sa famille en 1977. Elle est revenue en 1985 après la fin du régime et la tenue de nouvelles élections démocratiques. Durant les années suivantes, elle a dirigé un groupe de familles de disparus sous la dictature uruguayenne,. L'une de ses activités consistait à diriger une marche annuelle du silence rassemblant des centaines de personnes en Uruguay. En 2012, elle a reçu le titre d'"illustre citoyenne" de la municipalité de Montevideo. En 2013, elle a reçu un titre de docteur honoris causa de l'Université de la République  pour sa contribution à la lutte pour les droits de l'homme.
Un centre civique à Casavalle a été inauguré en son honneur en 2015 et continue de porter son nom aujourd'hui,. La même année, elle a subi un accident vasculaire cérébral et n'a pas pu assister au 20 mars du silence.